# Fiat Perla
La Fiat Perla è una vettura prodotta dalla casa automobilistica italiana FIAT per il mercato cinese tra il 2006 e il 2008, frutto di una joint venture con la casa automobilistica cinese Nanjing Automobile.

## Contesto
Presentata il 14 settembre 2006 in Cina, nello stabilimento FIAT di Nanchino, la Fiat Perla è una berlina a tre volumi che fa parte del Progetto 178 composto da una serie di autovetture sviluppate sullo stesso progetto ma adattate alle varie realtà regionali in cui sono prodotte. Le produzioni di tutti questi modelli tra loro collegati, comprendenti anche la Fiat Palio e la Fiat Albea, sono iniziate, nel 1996, negli stabilimenti brasiliani della FIAT, seguiti da quelli situati in Argentina, Venezuela, Polonia, Marocco e Turchia. Con il nuovo secolo anche le unità produttive situate in India, Sudafrica, Egitto hanno iniziato a sfornare gli stessi modelli.
Il progetto inizialmente era stato siglato con la cinese Nanjing Automobile con la conseguente nascita di Nanjing Fiat Automobile, poi annullato nel 2007 a causa di disaccordi tra le due case. La presentazione ufficiale, avvenuta dopo il lancio al Salone dell'automobile di Canton, è avvenuta alla presenza delle maggiori cariche della Fiat e dell'allora Presidente del Consiglio Romano Prodi.
Fondamentalmente si tratta della terza generazione della Fiat Siena (modello 2004) leggermente ridisegnato, soprattutto nel frontale, e prodotto in Cina espressamente per il mercato cinese a cui è stato attribuito un codice progettuale specifico ovvero 311.
Il modello venne soppresso nel 2008 a causa delle scarse richieste e della rottura dell'accordo tra i due costruttori. Dai 40.000 esemplari previsti ogni anno si scese a poco più di 5.000 vetture. In coincidenza con l'uscita di produzione la Fiat ha venduto le linee di produzione della Perla alla Zotye Automobili che ripropone la vettura sotto la denominazione Zotye Z200 dai primi mesi del 2009. Il motore era un 1.6 cm³ 16V benzina di produzione locale.